# Музичко образовање
Музичко образовање је процес и систем стицања и преношења музичких знања, вештина, способности, вредности и ставова. Оно обухвата широк спектар активности, од развоја основне музичке писмености и уважавања музике у општем образовању, преко стицања извођачких вештина на инструменту или гласом, до високоспецијализованог образовања професионалних музичара, композитора, музиколога, музичких теоретичара и музичких педагога.
Музичко образовање се одвија у различитим облицима и окружењима и има за циљ развој целокупне личности појединца кроз музику.

## Дефиниција и циљеви
Музичко образовање се може дефинисати као организовани процес учења и подучавања музике. Његови циљеви варирају у зависности од контекста, нивоа и усмерења, али генерално обухватају:
- Развој музичких вештина: Оспособљавање за свирање инструмента, певање, импровизацију, компоновање.
- Стицање теоријских знања: Усвајање знања из теорије музике, солфеђа, хармоније, контрапункта, музичких облика, историје музике итд.
- Развој музикалности: Развијање слуха, осећаја за ритам, динамику, темпо, боју тона.
- Развој способности слушања и разумевања музике: Оспособљавање за активно, свесно и критичко слушање музичких дела различитих жанрова и стилова.
- Подстицање креативности: Охрабривање музичког изражавања, импровизације и стваралаштва.
- Упознавање културног наслеђа: Стицање знања о музичкој традицији сопственог народа и других култура.
- Развој естетског укуса: Формирање критеријума за вредновање музичке уметности.
- Социјални и емоционални развој: Подстицање сарадње (групно музицирање), дисциплине, самопоуздања, емоционалне експресије.

## Облици музичког образовања
Музичко образовање се може одвијати кроз:
1.  Формално образовање: Реализује се у оквиру званичног школског система, са јасно дефинисаним наставним плановима и програмима и квалификованим наставним кадром. У Србији ово укључује основне и средње музичке школе, као и високо музичко образовање. Такође, предмет Музичка култура је део општег образовања у основним и средњим школама.
2.  Неформално образовање: Организовано учење изван формалног система, као што су приватни часови инструмента или певања, музичке радионице, курсеви, рад у културно-уметничким друштвима (хорови, оркестри).
3.  Информално образовање: Неструктурирано учење музике кроз свакодневно окружење – слушање музике у породици, преко медија, на концертима, учење "по слуху" итд.

## Музичко образовање у Србији
Формални систем музичког образовања у Србији има дугу традицију и организован је на више нивоа:
- Предшколско музичко образовање: Реализује се у вртићима кроз музичке активности и игре, често уз подршку музичких сарадника.
- Основно музичко образовање: Траје шест година и одвија се паралелно са основном школом општег типа. Ученици бирају главни предмет (инструмент или соло певање - на каснијим разредима) и похађају наставу солфеђа и теорије музике, а касније и камерне музике, хора или оркестра. Похађање основне музичке школе је предуслов за упис у средњу музичку школу.
- Средње музичко образовање: Траје четири године и пружа дубље стручно образовање. Постоје различити образовни профили:

```
   * 
Музички извођач
 (инструменталиста или певач): Фокус на главном предмету и извођаштву.
   * 
Музички сарадник-теоретичар:
 Фокус на теоријским дисциплинама (хармонија, контрапункт, музички облици, историја музике, солфеђо).
   * 
Дизајнер звука:
 Образовање за рад у области снимања и обраде звука.
   * 
Етномузиколог:
 Образовање у области традиционалне музике.
```

- Високо музичко образовање: Одвија се на факултетима и академијама музичке уметности. Главне институције у Србији су:

```
   * 
Факултет музичке уметности Универзитета уметности у Београду

   * 
Академија уметности Универзитета у Новом Саду

   * 
Филолошко-уметнички факултет у Крагујевцу
 (ФИЛУМ) - Одсек за музичку уметност
   * 
Факултет уметности Универзитета у Нишу

   Ове институције нуде основне академске, мастер академске и докторске студије у различитим областима (извођаштво, композиција, дириговање, музикологија, етномузикологија, музичка педагогија, музичка теорија, дизајн звука).
```

Поред специјализованих музичких школа, предмет Музичка култура (у основној школи) и Музичка уметност (у гимназијама) представљају важан део општег образовања, са циљем развијања основне музичке писмености и културе код свих ученика.